# Parlamento Regional Hesiano
El Parlamento Regional Hesiano (en alemán: Hessischer Landtag) es el parlamento estatal (Landtag) del estado federado de Hesse en la República Federal de Alemania. Se reúne en el Palacio de Wiesbaden. Como parlamento es responsable de la aprobación de leyes a nivel estatal. Su función más importante es la de elegir y controlar el gobierno del estado. La Constitución del Estado de Hesse describe el papel del Landtag en §§ 75-99.
El Landtag consta de 133 miembros de seis partidos diferentes. En la actualidad existe una coalición entre la CDU y el SPD. La presidenta del Landtag es Astrid Wallmann.

## Historia
Después de la Segunda Guerra Mundial, el estado de Hesse fue restaurado por la administración militar de los Estados Unidos bajo el nombre de Gran Hesse. En 1945, la administración militar estadounidense implementó el "Beratender Landesausschuss", un consejo asesor. Los miembros de este preparlamento fueron nombrados y no elegidos.
El 30 de junio de 1946 se eligió una convención constitucional de Hesse ("Verfassungsgebenden Landesversammlung").
Esta elección fue ganada por el SPD, aunque no logró la mayoría absoluta de los escaños. El 22 de noviembre de 1945 se introdujo la constitución del Gran Hesse (Staatsgrundgesetz des Staates Groß-Hessen).
La primera elección regular se realizó el 1 de diciembre de 1946, que fue ganada también por el SPD.

## Composición actual

### Resultado electoral
| Elecciones estatales de Hesse de 2023 |                           |                |         |        |           |           |
| Candidaturas                          | Candidaturas              | Candidato      | Votos   | Votos  | Diputados | Diputados |
|                                       | Unión Demócrata Cristiana | Boris Rhein    | 972 876 | 34,6 % | 52        | 12        |
|                                       | Alternativa para Alemania | Robert Lambrou | 518 763 | 18,4 % | 28        | 9         |
|                                       | Partido Socialdemócrata   | Nancy Faeser   | 424 587 | 15,1 % | 23        | 6         |
|                                       | Alianza 90/Los Verdes     | Tarek Al-Wazir | 416 035 | 14,8 % | 22        | 7         |
|                                       | Partido Democrático Libre | Stefan Naas    | 141 644 | 5,0 %  | 8         | 3         |
| Fuente: Parlamento de Hesse           |                           |                |         |        |           |           |

### Órganos del Parlamento en la XXI legislatura

#### La Mesa
| Cargo                       | Titular            | Lista  |
| --------------------------- | ------------------ | ------ |
| Presidenta                  | Astrid Wallmann    | CDU    |
| Vicepresidente primero      | Frank Lortz        | CDU    |
| Vicepresidenta segunda      | Daniela Sommer     | SPD    |
| Vicepresidenta tercera      | Angela Dorn-Rancke | B'90/G |
| Vicepresidente cuarto       | René Rock          | FDP    |
| Fuente: Parlamento de Hesse |                    |        |

#### Grupos parlamentarios
| Grupo parlamentario         | Grupo parlamentario                    | Integrantes               | Líder                   | Portavoz        | Escaños |
| --------------------------- | -------------------------------------- | ------------------------- | ----------------------- | --------------- | ------- |
|                             | Christlich Demokratischen Union Hessen | Unión Demócrata Cristiana | Boris Rhein             | Lena Arnoldt    | 52      |
|                             | Alternative für Deutschland            | Alternativa para Alemania | Robert Lambrou          | Volker Richter  | 25      |
|                             | Sozialdemokratische Partei Hessen      | Partido Socialdemócrata   | Sören Bartol            | Sophie Frühwald | 23      |
|                             | Bündnis 90/Die Grünen Hessen           | Alianza 90/Los Verdes     | Andreas Ewald           | Nina Eisenhardt | 22      |
|                             | Freie Demokratische Partei Hessen      | Partido Democrático Libre | Bettina Stark-Watzinger | Wiebke Knell    | 8       |
| Fuente: Parlamento de Hesse |                                        |                           |                         |                 |         |

#### Comisiones
| Comisiones del Parlamento de Hesse                      |             |                       |                      |
| Comisión                                                | Presidencia | Presidencia           | Vicepresidencia      |
| Comisiones permanentes                                  |             |                       |                      |
| Agricultura y Medio Ambiente                            |             | Wiebke Knell          | Sebastian Müller     |
| Asuntos Europeos                                        |             | Anna Nguyen           | Tobias Utter         |
| Ciencia                                                 |             | Daniel May            | Patrick Appel        |
| Control Financiero y Gestión                            |             | Hans-Jürgen Müller    | Tanja Jost           |
| Control Presupuestario                                  |             | Bernd Erich Vohl      | Josefine Koebe       |
| Economía, Energía, Vivienda y Ruralidad                 |             | Michael Boddenberg    | Jürgen Frömmrich     |
| Expulsados, Refugiados, Reparaciones y Asilo            |             | Annette Wetekam       | Dimitri Schulz       |
| Innovación y Protección de Datos                        |             | Kaya Kinkel           | Kim-Sarah Speer      |
| Interior                                                |             | Thomas Hering         | Sebastian Sack       |
| Peticiones                                              |             | Oliver Ulloth         | Katrin Schleenbecker |
| Política Cultural                                       |             | Kerstin Geis          | Andreas Lobenstein   |
| Política Jurídica                                       |             | Patrick Schenk        | Frederik Bouffier    |
| Salud y Familia                                         |             | Sandra Funken         | Arno Enners          |
| Servicios Correccionales                                |             | Hartmut Honka         | Marion Schardt-Sauer |
| Trabajo y Política Social Efectiva                      |             | Sabine Bächle-Scholz  | Turgut Yüksel        |
| Comisiones de investigación                             |             |                       |                      |
| Crisis Sanitaria derivada de la COVID-19                |             | Yanki Pürsün          | Tanja Hartdegen      |
| Elección del Secretario de Estado de Hesse              |             | Marius Weiß           | Oliver Stirböck      |
| Formaciones Extremistas y Protección de la Constitución |             | Cirsten Kunz-Strueder | Felix Martin         |
| Fuente: Parlamento Regional Hesiano                     |             |                       |                      |

### Histórico de resultados y distribución de escaños
|  | 73,2 % |

| 10  | 38  | 14  | 28  |
| KPD | SPD | FDP | CDU |

|  | 64,9 % |

| 47  | 21  | 12  |
| SPD | FDP | CDU |

|  | 82,4 % |

| 44  | 21  | 24  | 7      |
| SPD | FDP | CDU | GB/BHE |

|  | 82,3 % |

| 48  | 9   | 32  | 7      |
| SPD | FDP | CDU | GB/BHE |

|  | 77,7 % |

| 51  | 11  | 28  | 6      |
| SPD | FDP | CDU | GB/BHE |

|  | 81,0 % |

| 52  | 10  | 26  | 8   |
| SPD | FDP | CDU | NPD |

|  | 82,8 % |

| 53  | 11  | 46  |
| SPD | FDP | CDU |

|  | 84,8 % |

| 49  | 8   | 53  |
| SPD | FDP | CDU |

|  | 87,7 % |

| 50  | 7   | 53  |
| SPD | FDP | CDU |

|  | 86,4 % |

| 49  | 9     | 52  |
| SPD | Grüne | CDU |

|  | 83,5 % |

| 51  | 7     | 8   | 44  |
| SPD | Grüne | FDP | CDU |

|  | 80,3 % |

| 44  | 10    | 9   | 47  |
| SPD | Grüne | FDP | CDU |

|  | 70,8 % |

| 46  | 10    | 8   | 46  |
| SPD | Grüne | FDP | CDU |

|  | 66,3 % |

| 44  | 13    | 8   | 45  |
| SPD | Grüne | FDP | CDU |

|  | 66,4 % |

| 46  | 8     | 6   | 50  |
| SPD | Grüne | FDP | CDU |

|  | 64,6 % |

| 33  | 12    | 9   | 56  |
| SPD | Grüne | FDP | CDU |

|  | 64,3 % |

| 6     | 42  | 9     | 11  | 42  |
| Linke | SPD | Grüne | FDP | CDU |

|  | 61,0 % |

| 6     | 29  | 17    | 20  | 46  |
| Linke | SPD | Grüne | FDP | CDU |

|  | 73,2 % |

| 6     | 37  | 14    | 6   | 47  |
| Linke | SPD | Grüne | FDP | CDU |

|  | 67,3 % |

| 9     | 29  | 29    | 11  | 40  | 19  |
| Linke | SPD | Grüne | FDP | CDU | AfD |

|  | 66,0 % |

| 23  | 22    | 8   | 52  | 28  |
| SPD | Grüne | FDP | CDU | AfD |